# Zig
Zig es el quinto álbum de estudio de la cantautora estadounidense Poppy, su publicación está planeada para el 27 de octubre de 2023, a través del sello Sumerian Records.

## Antecedentes
En diciembre de 2022, Poppy reveló durante una entrevista para Revolver que estaba trabajando en su quinto álbum de estudio. En marzo de 2023 anunció el estreno de su nuevo sencillo «Church Outfit» para el 4 de abril.  Este lanzamiento marcó su regreso al sello Sumerian Records después de un corto paso por Lava y Republic Records, con los que publicó su EP Stagger en 2022. El 19 de julio, Poppy lanzó el sencillo «Knockoff» y anunció el álbum Zig para el 27 de octubre de 2023. Ese mismo día se hicieron disponibles la preordenes del álbum y se revelaron su portada y lista de canciones. El 12 de septiembre se publicó «Motorbike» como tercer sencillo del disco.

## Composición
Los dos primeros sencillos del álbum, «Church Outfit» y «Knockoff», fueron descritos como dark pop.